# Morten Løkkegaard
Morten Løkkegaard (født 20. december 1964 i Helsingør) er journalist, kommunikationsrådgiver, tidligere tv-vært og nuværende medlem af EU-parlamentet.

## Liv og karriere
Morten Løkkegaard er uddannet fra Danmarks Journalisthøjskole i 1988. Han arbejdede derefter et år på Jyllands-Posten. Fra 1990 til 2005 var han ansat hos Danmarks Radio, først som politisk reporter, hvor han bl.a. dækkede Tamilsagen. I 1993 var Løkkegaard medforfatter på bogen Magtens mænd : En bog om Tamil-sagen. I 1995 blev Løkkegaard tildelt det prestigefyldte German Marshall Fellowship og et ophold i USA. Fra 1996 til 2005 var Løkkegaard studievært for TV-Avisen, redaktør og vært for Søndagsmagasinet og desuden som vært for politiske programmer, nytårskavalkader og underholdningsprogrammer.
Fra 2005 blev Morten Løkkegaard selvstændig med firmaet Løkkegaard Kommunikation, det første år som associeret partner i Jøp, Ove & Myrthu. Løkkegaard Kommunikation har siden været Løkkegaards faste base, sideløbende med hans politiske aktiviteter. Fra 2015 indgår Løkkegaard Kommunikation i fast samarbejde med strategikonsulent Claus Bindslev og hans firma Bindslev A/S. Samarbejdet omfatter desuden den gamle DR-kollega, Søren Kasters PR-bureau, Kasters, samt EU-eksperten og tidligere chef for Dansk Industris EU-kontor, Sinne Conan, og hendes EU-rådgivningsfirma, Konsentio – alle samlet i et konsulenthus i det gamle Mejeri Enigheden på Nørrebro.[kilde mangler]

### Privat
Løkkegaard bor sammen med Connie Dahl Løkkegaard og tre sammenbragte børn i Charlottenlund nord for København. Sammen har de en datter. Morten Løkkegaard har været gift med Paula Larrain, som han har en søn med. Løkkegaard interesserer sig for bl.a. skiløb, filosofi, rødvin og religion og opfatter sig som kulturkristen.

### Medlem af Europa-Parlamentet
Morten Løkkegaard blev ved Europa-Parlamentsvalget 2009 indvalgt som den anden af Venstres tre valgte kandidater, men fik ikke genvalg i 2014 hvor 44.010 personlige stemmer kun rakte til positionen som førstesuppleant. Da partiets medlem Ulla Tørnæs udtrådte af parlamentet den 29. februar 2016 på grund af sin udnævnelse til dansk minister, kom Løkkegaard dog i Europa-Parlamentet igen. Ved Europa-parlamentsvalget i 2019 blev Løkkegaard genvalgt, ligesom han blev genvalgt ved Europa-Parlamentsvalget i 2024.